# Jean Baptiste Salaville
Jean Baptiste Salaville (ur. 1755 w Saint-Léger-de-Peyre, zm. 1820 w Paryżu) – polityk i publicysta francuski czasów Wielkiej Rewolucji Francuskiej, zwolennik encyklopedystów, ateista krytykujący nawet Kult Rozumu i Kult Istoty Najwyższej będące formalną religią państwową wprowadzoną we Francji dekretem Konwentu Narodowego z 7 maja 1794 roku (18 floréala roku II).